# Route nationale 5 (Madagaskar)

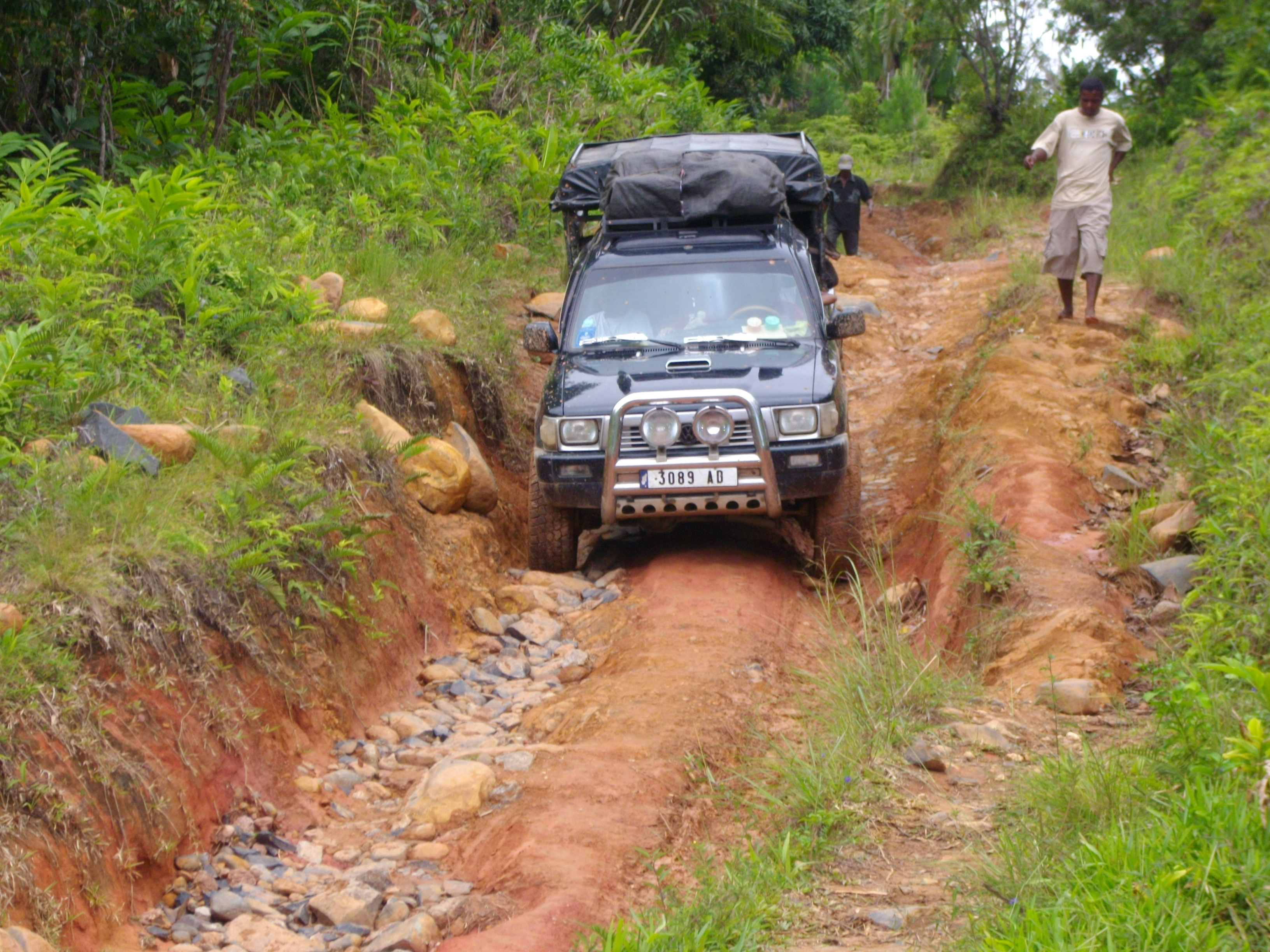
Route nationale 5 (2008)

Die Route nationale 5 (RN 5) ist eine 402 km lange, teilweise asphaltierte Nationalstraße in Madagaskar. Sie verläuft von der Hafenstadt Toamasina (Tamatave) entlang der Ostküste über Mahambo, Fenoarivo Atsinanana, Mananara Nord und Voloina nach Maroantsetra an der Bucht von Antongil. Die RN 5 liegt vollständig in den Provinzen Atsinanana und Analanjirofo.